# Lawrence Treat
Lawrence Treat, eigentlich Lawrence Arthur Goldstone, (* 1903; † 1998) war ein US-amerikanischer Schriftsteller.
Treat studierte Rechtswissenschaften und arbeitete anschließend einige Zeit als Anwalt. Bereits während seines Studiums entstanden erste literarische Versuche. Dabei kreierte er auch sein Pseudonym Lawrence Treat, das er dann auch zeit seines Lebens verwandte.
Am 26. März 1945 gründete er zusammen mit Anthony Boucher, Brett Halliday und Clayton Rawson die Vereinigung Mystery Writers of America (MWA). Als Mitglied der League of American Writers wählte man ihn im Januar 1940 in das Keep America out of war committee. Dieses Amt gab Treat 1941 wieder auf, als der deutsch-sowjetische Nichtangriffspakt gebrochen wurde.

## Ehrungen
- 1965 Edgar Allan Poe Award (Kategorie Beste Kurzgeschichte) für H as in Homicide
- 1978 Edgar Allan Poe Award (Kategorie Special Edgar) für Mystery Writer’s handbook

## Werke (Auswahl)
als Autor
- Detektive auf dem Glatteis. Criminal-Rätsel mit Hintersinn. Dumont, Köln 1984, ISBN 3-7701-1616-X.
- Hochzeit oder Leichenschmaus („Weep for a wanton“). Goldmann, München 1974.
- M wie Mord. Kriminalroman („T like trapped“). Kaiser-Verlag, Klagenfurt 1972.
- Mitten ins Herz („F as in flight“). Dörner Verlag, Düsseldorf 1958.
- Rätselhafte Morde. 37 Krimi-Rätsel. 2. Aufl. Claassen, Hildesheim 1998, ISBN 3-546-00141-9.
- Sturz in den Abgrund („Over the edge“). Scherz Verlag, Stuttgart 1962.

als Herausgeber
- Mystery Writer’s Handbook. Writer’s Digest Books, Cincinnati, Ohio 1976, ISBN 0-89879-080-8.